# Три года
«Три года» — повесть Антона Павловича Чехова, изначально задуманная как роман. По объёму — второе (после юношеской «Драмы на охоте») прозаическое произведение Чехова. Впервые опубликовано в журнале «Русская мысль» (1895, № 1) с подзаголовком «Рассказ». Повесть, в которой замечены элементы биографии Чехова и его близких, вызвала неоднозначную реакцию в литературном сообществе и послужила поводом для дискуссий.

## Сюжет
Произведение представляет собой череду эпизодов из жизни московского предпринимателя Алексея Фёдоровича Лаптева. Действие начинается в небольшом городке, куда герой приезжает, чтобы навестить заболевшую сестру. Здесь он знакомится с дочерью местного доктора Юлией Сергеевной Белавиной. Вскоре в письме, адресованном одному из своих друзей, Лаптев признаётся, что влюблён в необыкновенную девушку; её сложно назвать красавицей, однако голос, улыбка, мягкий нрав Юлии Сергеевны заставляют Алексея Фёдоровича часами ждать случайных встреч.
В один из дней, взяв зонтик, оставленный Белавиной у его сестры, Лаптев отправляется в дом доктора. Герой с ходу, прямо в сенях, предлагает Юлии Сергеевне стать его женой и получает отказ, который воспринимает как приговор. Его порыв приводит девушку в отчаяние: она всю ночь мучается из-за того, что обидела неказистого, но порядочного человека. На следующий день она сообщает Алексею Фёдоровичу, что принимает его предложение. После свадьбы молодая чета уезжает в Москву. Спустя некоторое время, придя с женой на симфонический концерт, Лаптев встречает свою близкую знакомую — учительницу музыки Полину Николаевну Рассудину. Объяснения Алексея Фёдоровича с «прежней пассией» оказываются непростыми: с одной стороны, она обещает забыть Лаптева, с другой — задаёт вопросы о любви и счастье. Герой вынужден признать, что в его семье страдают оба: Юлия Сергеевна тяготится обществом мужа; тот, в свою очередь, осознаёт, что не может сделать жену счастливой.
С появлением ребёнка Юлия Сергеевна меняется: она не только погружается в новые заботы, но и начинает привыкать к мужу; в разговоре с другом семьи Ярцевым она замечает, что ценит Алексея Фёдоровича за доброту и честность. Душевное спокойствие жены радует Лаптева, однако период умиротворения длится недолго: внезапно от дифтерии умирает их дочь Оля. Страдания Юлии Сергеевны, которая ежедневно либо плачет во флигеле, либо ездит на Алексеевское кладбище, начинают утомлять Алексея Фёдоровича. Он старается реже появляться дома, ездит за границу, занимается благотворительными проектами. На излёте третьего года семейной жизни, приехав к жене на дачу, Лаптев слышит от неё слова любви. Юлия Сергеевна рассказывает мужу о своих чувствах; он же, думая о предстоящем завтраке, отстраняется от её объятий и идёт в дом. Позже, наблюдая с террасы за женой, Алексей Фёдорович размышляет о том, что впереди ещё долгая жизнь, и время даст ответы на многие вопросы.

## История создания. Публикация
По данным исследователей, замысел большого произведения начал созревать у Чехова в феврале 1891 года: записные книжки свидетельствуют о том, что Антон Павлович планировал включить в него персонажей, которые фигурировали бы под именами Ивашин, Ольга Ивановна, её дети Алёша и Надя, некто Я-в. Предполагалось, что в основу сюжета ляжет история любви Ивашина к Наденьке Вишневской; кроме того, один из мотивов должен быть связан с постепенным упадком некогда процветающей дворянской семьи. До этого Чехов уже пытался написать другой роман, «Рассказы из жизни моих друзей», однако над ним он бросил работу в начале 1890 года или даже раньше. В процессе работы героиня по имени Ольга Ивановна «переместилась» в рассказ «Попрыгунья», а сама фабула настолько усложнилась, что в письме к журналисту и издателю Алексею Суворину Чехов признался: «Пишу вещь, в которой сотня действующих лиц, лето, осень — и всё это у меня обрывается, путается, забывается…».

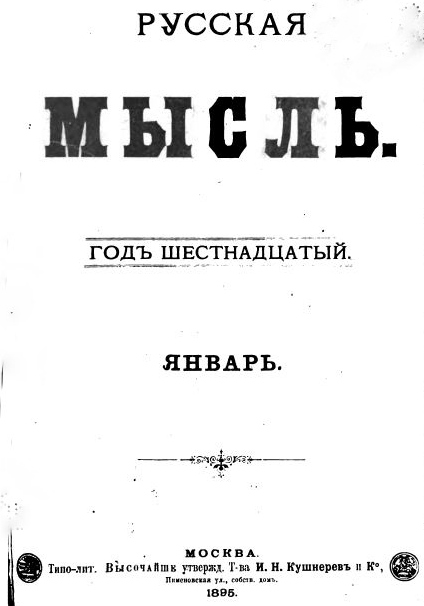
«Русская мысль», 1895, № 1

От первоначального плана в итоговый вариант перешли рассуждения героя о том, что «Москва — город, которому придётся много страдать», а также его размышления о семейных ценностях, благополучии и смерти. Лаптев перенял от своего «предшественника» из черновых версий терзания из-за собственной неловкости; кроме того, в ранних редакциях герой до встречи с возлюбленной жил с нелепой женщиной, позже получившей фамилию Рассудина. Финал произведения, судя по авторским заметкам, планировался иным — внимание героини должен был привлечь друг семьи: «Она боялась, что влюбилась в Ярцева, и крестилась под одеялом». В итоге Чехов избавился от многочисленных второстепенных персонажей и изъял некоторые бытовые сцены; сместив акценты, он вывел на первый план Лаптева с его душевной драмой и расширил линию, связанную с переживаниями Юлии. Произведение, замышлявшееся как роман, постепенно обрело очертания повести.
Поздней осенью 1894 года Антон Павлович отправил рукопись в редакцию журнала «Русская мысль», указав, что хотел бы видеть подзаголовок, отражающий композицию произведения: «Сцены из семейной жизни». Общий результат, по словам Чехова, не совпал ни с намерениями, ни с ожиданиями: так, в письме прозаику Николаю Михайловичу Ежову он сообщал, что из-за спешки «выходит скучновато и вяло»; писательнице Елене Михайловне Шавровой признавался, что «замысел был один, а вышло что-то другое, довольно вялое и не шёлковое, как я хотел, а батистовое». Выход январского (1895) номера «Русской мысли» был задержан из-за проблем с цензурой:

Из моего рассказа цензура выкинула строки, относящиеся к религии. Ведь «Русская мысль» посылает свои статьи в предварительную цензуру. Это отнимает всякую охоту писать свободно; пишешь и всё чувствуешь кость поперёк горла.— Из письма А. П. Чехова А. С. Суворину, 19 января 1895 года

## Приметы времени
Повесть наполнена реальными приметами времени, позволяющими установить отдельные фамилии и место действия тех или иных эпизодов. Так, через два месяца после свадьбы супруги Лаптевы и их друг Костя Кочевой отправляются на концерт, которым дирижирует Антон Рубинштейн. Речь, по данным исследователей, идёт о Девятой симфонии Бетховена. Рубинштейн дирижировал симфоническими концертами в Русском музыкальном обществе с первой половины 1880-х годов. В одном из писем, адресованных старшему брату Александру Павловичу (1886), Чехов полушутя замечал: «Ведь на этом свете есть только два Антона: я и Рубинштейн. Других я не признаю».

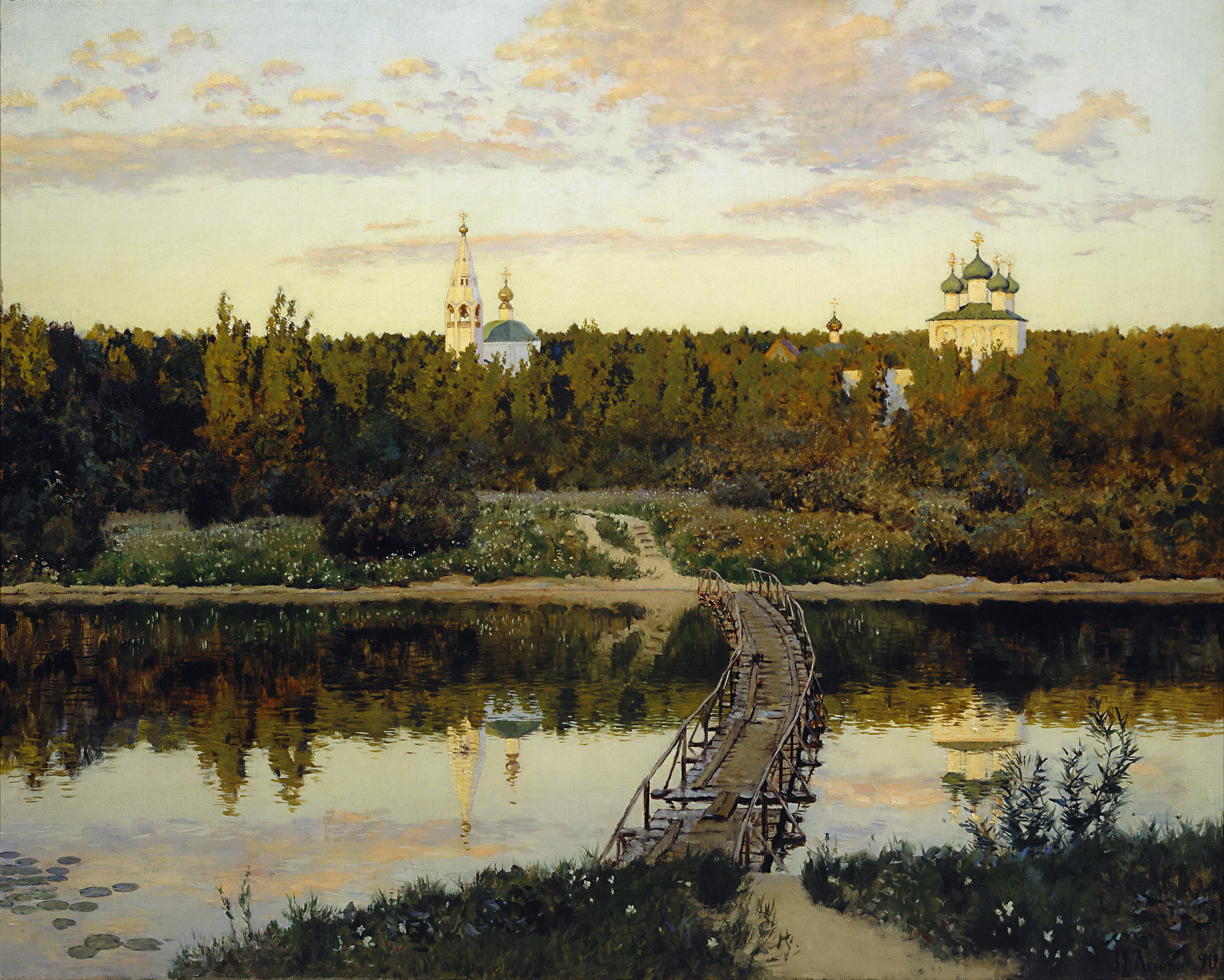
И. И. Левитан. «Тихая обитель»

На картинной выставке в Училище живописи, куда Лаптевы приходят «всем домом», Юлия Сергеевна останавливается перед небольшими пейзажем: «На переднем плане речка, через неё бревенчатый мостик, на том берегу тропинка, исчезающая в тёмной траве…» Героиня долго не может отойти от картины, объясняя мужу, что её покоряет ощущение необычной тишины, исходящее от этой работы. Созданию этого эпизода предшествовало посещение Чеховым 19-й выставки передвижников: в письме сестре он рассказывал, что представленная там картина Левитана «Тихая обитель» «производит фурор».
При этом между пейзажем в повести «Три года» и его «прототипом» есть разница: если для Юлии Сергеевны картина является «отражением чего-то неземного, вечного», то поэт и критик Алексей Плещеев, судя по тому же письму Антона Павловича, недоумевал из-за несоответствия наименования и настроения: «Помилуйте, называет это тихой обителью, а тут всё жизнерадостно». По мнению искусствоведа Алексея Фёдорова-Давыдова, Чехов мог рассказать Левитану об этом отзыве, поэтому художник, создавая второй вариант под названием «Вечерний звон», «усилил „чувство тишины и покоя вечерней благостной природы“». Исследователи обратили внимание на то, что отдельные детали «Тихой обители» и пейзажа, затронувшего Юлию Сергеевну, не совпадают:

В «Тихой обители» на том берегу реки — виды церквей, а в картине, изображенной в повести Чехова, эти самые характерные детали дальнего плана заменены полем, костром и т. д. И лес у Чехова — только справа, а у Левитана — во всю ширину дальнего плана. Как обычно, Чехов исключает из «прототипа» какую-то яркую особенность (церкви) и, не повторяя остальных, старается избежать копирования действительного явления — в данном случае явления искусства.
К числу узнаваемых примет времени относятся беседы, которые в доме Лаптевых ведут друзья Алексея Фёдоровича: «Говорили о декадентах, об Орлеанской деве», упоминали Ермолову. Спектакль по драме Шиллера «Орлеанская дева», в котором Мария Ермолова играла роль Иоанны д’Арк, был включён в репертуар Малого театра в 1884 году. Споры о декадентах имеют отсылку к выпуску альманаха «Русские символисты» (издатель Валерий Брюсов), выход которого сопровождался дебатами в прессе.

## Герои и возможные прототипы
Алексей Лаптев — это, по словам исследователей, «нетипичный купец», не похожий ни на собственного отца — основателя торгового дома «Лаптев и сыновья», ни на брата Фёдора: герою свойственны постоянные терзания из-за взаимоотношений с угодливыми приказчиками и общим укладом жизни в родительском доме; его воспоминания об отроческих годах, проведённых в городских торговых рядах, связаны со страхом и унижением; отсюда — стремление «успокоить угрызения совести филантропией». Подобное смятение в предпринимательской среде было отмечено и Горьким, сообщавшим, что он наблюдал «не один десяток купеческих сыновей, не удовлетворённых жизнью и работой своих отцов; они смутно чувствовали, что в этой однотонной, „томительно бедной жизни“ — мало смысла».

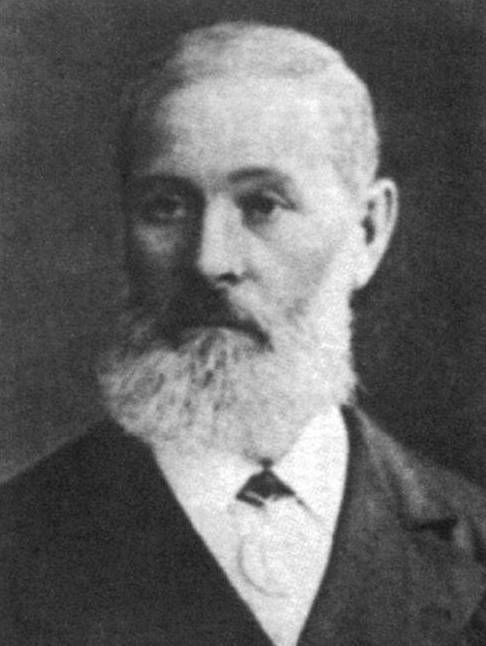
Отец Чехова — Павел Егорович

Как свидетельствуют мемуаристы, в описании помещения, в котором Лаптевы ведут торговые операции, отражены личные впечатления самого Антона Павловича, отец которого, Павел Егорович, в 1870-х годах служил младшим приказчиком у купца И. Е. Гаврилова: «Амбар Лаптева „был в рядах, а жил он на Пятницкой, — и дело Гаврилова находилось в Тёплых рядах, а проживал он в Замоскворечье“». Из общения с «гавриловскими» торговыми агентами писатель перенёс на страницы повести некоторые слова и выражения — например, «плантаторы». Рассказы героя о детских и юношеских годах, когда Лаптеву хотелось в корне изменить свою жизнь, не только имеют отсылку к биографии Чехова, но и напоминают его фразу о том, как молодой человек «по капле выдавливает из себя раба».
Одним из желаний Алексея Фёдоровича является устройство ночлежных домов для рабочих, которые за пять копеек могли бы получать койко-место с бельём и горячий ужин; эта мечта совпадает с замыслами Чехова — о них Антон Павлович рассказывал в одном из писем Алексею Суворину в 1891 году. Когда после выхода повести тот написал автору, что между Лаптевым-старшим и отцом писателя просматривается определённое сходство, Чехов запротестовал:

Старик купец… не похож на моего отца, так как отец мой до конца дней своих останется тем же, чем был всю жизнь, — человеком среднего калибра, слабого полета.
Образ Юлии Сергеевны не статичен: по мере развития сюжета героиня преодолевает несколько важных этапов. Выйдя замуж без любви, она полгода спустя, после тяжёлой беседы с Лаптевым, решает вернуться на родину, чтобы разобраться в себе и «отдохнуть от семейной жизни». Однако общение с постоянно ворчащим отцом и давящая атмосфера небольшого городка меняют её планы, поэтому уже на следующий день, получив от Ярцева и Кочевого телеграмму с тёплыми словами, Юлия возвращается в Москву. По данным литературоведа Эммы Полоцкой, в заметках Чехова присутствовала ещё одна подробность, не включённая автором в окончательную редакцию, — в родном доме «старая няня, которой она верила с детства, украла у неё 25 рублей, это её ещё больше разобидело»: «Разочарование в няне — одна из ступеней в постепенном освобождении Юлии из плена провинциальных идиллических представлений о жизни».
Важной деталью, свидетельствующей об эволюции героев, является зонтик. В первой главе упоминается, что Юлия оставила его у сестры Лаптева. Забытый предмет становится для Лаптева поводом к появлению в доме Белавиных; там же он делает девушке предложение. Ближе к финалу повести Алексей Фёдорович, вспоминая о времени свой влюблённости, вынимает зонт из комода и отдаёт жене:

С этого момента зонт как символ любви переходит от Лаптева к Юлии. Она говорит впервые мужу, что без него ей скучно и потом «долго смотрит» на зонтик… Происходит эволюция человеческих чувств, и зонтик передает эту эволюцию. 

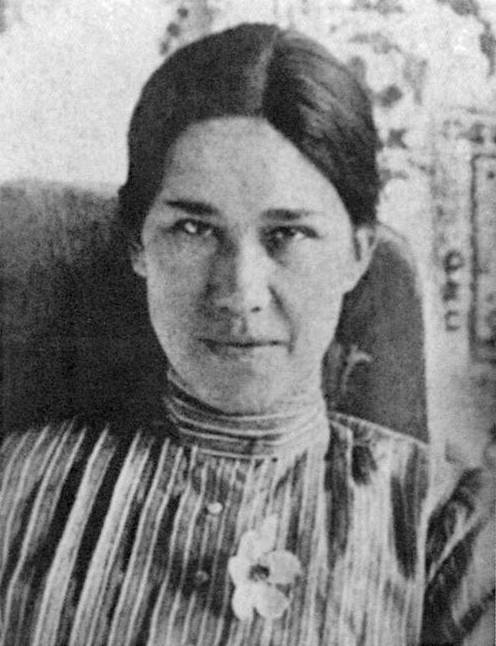
О. П. Кундасова

Учительница музыки Полина Николаевна изображена в повести как человек нелепый и решительный одновременно. Она была спутницей Лаптева до его женитьбы на Юлии. Встретив Алексея Фёдоровича на концерте, Полина Николаевна требует, чтобы вечером он явился к ней для объяснений, а на следующий день возвращает ему книги, письма и фотографии. Современники Чехова заметили, что Рассудина напоминает одну из близких знакомых Антона Павловича — Ольгу Петровну Кундасову; их роднит не только внешняя нескладность и угловатость, но и «прямота натуры, демонстративное нежелание казаться женственной, жизненная неустроенность».
Кундасова относилась к числу преданных поклонниц Антона Павловича: так, в 1890 году, когда писатель отправился на Сахалин, Ольга Петровна пришла провожать его на вокзал и «неизвестно зачем увязалась за Чеховым аж до Нижнего». Она, подобно Рассудиной, постоянно бедствовала, но отказывалась от финансовой помощи для себя; в то же время и героиня, и её прототип постоянно хлопотали за других людей, оказавшихся в тяжёлой ситуации.

## Отзывы и рецензии
Первые отзывы о повести начали поступать в январе 1895 года, ещё до завершения журнальной публикации. Основным мотивом полемики стал объём произведения: рецензенты пытались разобраться, удаются ли Чехову «большие формы». Так, литературный критик Виктор Буренин на страницах газеты «Новое время» (1895, № 6794) отметил, что, несмотря на точность при описании быта и нравов купеческого сословия, «Три года» так и не выросли до уровня «завершённой картины», оставшись на уровне «растянутой» зарисовки. О том же самом — слишком долгом и медленно развивающемся действии — написал в «Литературном обозрении» (1895, № 7) безымянный публицист, который тем не менее признал, что Антон Павлович хорошо воспроизвёл «бытовую сторону» жизни.
Некто W — автор рецензии в газете «Енисей» (1895, № 40) — указал, что повесть слишком насыщена необязательными подробностями. Журналист Михаил Зельманов, печатавшийся под псевдонимом М. Южный, обнаружил в произведении «мозаику или калейдоскоп случайных сцен, положений и лиц» («Гражданин», 1895, № 60). Анонимный автор статьи «Летопись современной беллетристики», появившейся в «Русском обозрении» (1895, № 5), выразил недовольство концовкой: по его мнению, Чехов поставил точку там, где повесть «вступает в новый, наиболее интересный фазис». В целом финал произведения вызвал много вопросов: историк литературы Александр Скабичевский («Новости и биржевая газета», 1895, № 106) усомнился в необходимости прерывать интригу «на загадочном восклицании героя: „поживем — увидим“»; о том же самом — нескладном завершении истории — написал журналист Михаил Дубинский («Биржевые ведомости», 1895, № 68). Наиболее жёстко о повести отозвался писатель Александр Эртель, назвавший её «безнадёжно плохой вещью», свидетельствующей «о какой-то внутренней, душевной импотенции автора».

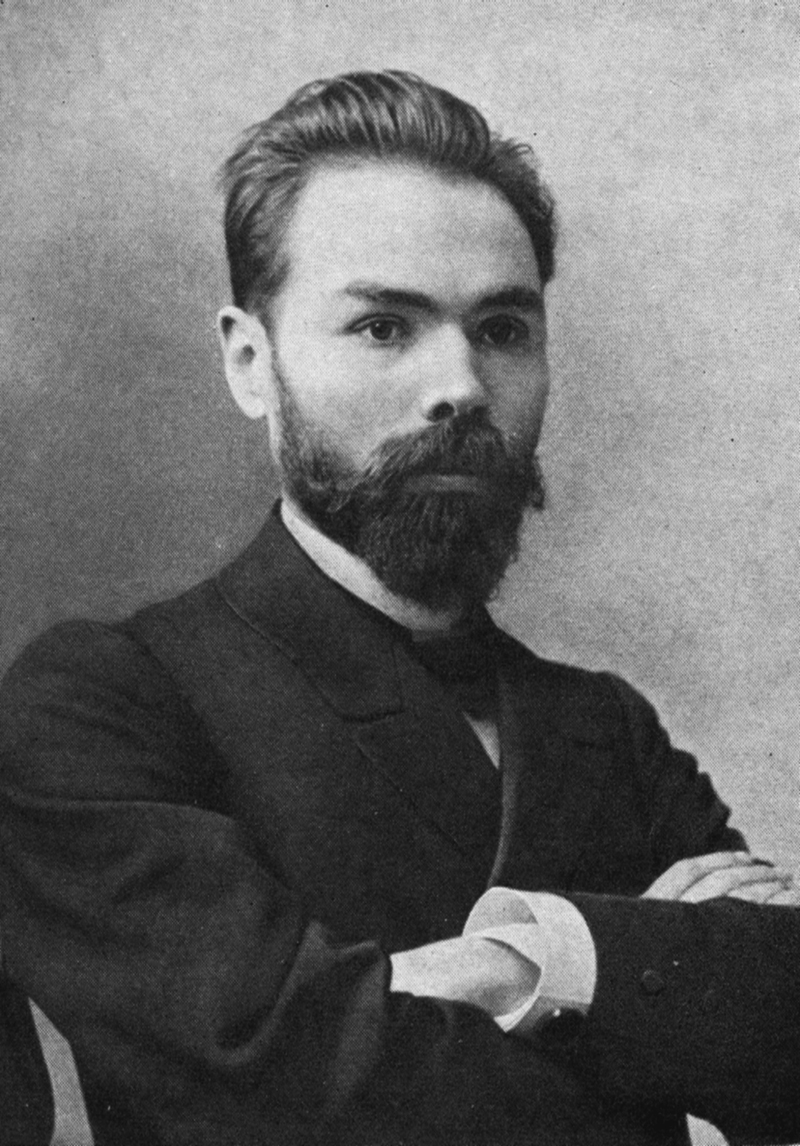
Валерий Брюсов

«Три года» не вызвали восторгов и среди близких знакомых Чехова. К примеру, писатель и издатель Николай Лейкин, печатавший на страницах еженедельника «Осколки» ранние рассказы Антона Павловича, в письме к нему упомянул, что «это только первая часть повествования», и предложил сочинить продолжение. Алексей Суворин, поддерживавший автора на протяжении всей работы над произведением, после знакомства с корректорской версией «счёл неуместным раздражение молодых купцов в амбаре Лаптевых против религии». Повести был посвящён даже стихотворный фельетон — его автор, поэт Леонид Мунштейн, с определённой ностальгией вспомнил о небольшой прозе Чехова: «Ваш лик и холоден и строг… / Как изменили Вас три года» (Новости дня", 1895, № 4221).
К числу тех, кто доброжелательно встретил новое сочинение Чехова, относился князь Сергей Иванович Шаховской — сотрудник ряда изданий и мелиховский сосед Антона Павловича; в письме автору он назвал «Три года» «прекрасной — живой вещью». Александр Скабичевский, несмотря на ряд высказанных претензий, признал несомненной удачей образ главного героя, отметив, что «в каждом из нас рядом с обломовщиной сидит лаптевщина». Резкую отповедь рецензентам, подготовившим исключительно отрицательные отзывы, дал поэт Валерий Брюсов:

Учиться надо всем этим критикам, именно из тех самых произведений, которые они разбирают! Когда появляется новое произведение такого заведомо значительного таланта, то первый вопрос, который должен задать себе критик, это не «Где ошибка автора», а «В чём недостатки моего понимания, если мне это не нравится». Мы ведь только критикуем, а не читаем, ищем ошибок, а не прекрасного.

## Художественные особенности
Произведение, жанр которого Эмма Полоцкая определила как эпически-хроникальное повествование, представляет собой цепочку эпизодов, «неторопливо следующих друг за другом». Одним из приёмов, позволяющих показать развитие характеров и изменение внутреннего мира персонажей, являются так называемые «магистральные повторения». Действие начинается в момент встречи Лаптева и Юлии после всенощной службы в маленьком городке; ночные запахи и тень луны сопровождают чувство влюблённости, испытываемое героем. В конце повести Алексей Фёдорович вновь оказывается на ночной улице, но уже другая пара в чужом дворе говорит о любви. Однако в Лаптеве эта сцена не пробуждает никаких лирических настроений: он думает о свободе, о том, что было бы правильно начать новую жизнь. По словам Полоцкой, «вторая лунная ночь с волнующими звуками противостоит первой, конец соотносится с началом, в XVII главе возникает ощущение чего-то уже бывшего с Лаптевым, но теперь с ещё большей безнадёжностью впереди».
С помощью подобных повторов раскрываются и внешние перемены, происходящие с героиней. Так, придя к возлюбленной, чтобы вернуть ей забытый зонтик, Алексей осознаёт, что будто впервые видит тонкую белую шею девушки. Через три года Юлия Сергеевна превращается в зрелую женщину, но её красивой шеей любуется уже не муж, а друг семьи Ярцев. Литературоведы считают, что подобные соотношения, а также «перекличка сходных образов» сближает повесть «Три года» с поэзией:

Непосредственное впечатление от чеховской прозы во всяком случае вызывает ассоциации, связанные с природой поэтического текста в собственном смысле. Сузив замысел, отказавшись от многих фактических сведений, предназначавшихся для романа, Чехов компенсировал это более высокой содержательностью — богатством и сложностью общего смысла и художественного звучания повести.

## Сценическое воплощение
В 2009 году повесть «Три года» была инсценирована Студией театрального искусства. Решение режиссёра Сергея Женовача обратиться не к пьесе, а к прозаическому произведению Чехова удивило театроведов («„Три года“ — вещь отнюдь не сценическая») и вызвало определённый интерес у рецензентов. По словам журналиста Бориса Минаева, в основе спектакля — любовь; в финале отсутствует безысходность; «всё стягивается, сплетается в единую нить жизни».
Театральный критик Марина Давыдова, указав на сознательный отказ постановщика от «социального контекста», отметила некоторую близость Лаптева к «лишним людям»; в финале герой, преодолев период внутренних метаний, приходит к пониманию, что «смысл жизни в том, чтобы довериться жизни». Театровед Марина Зайонц, напротив, увидела в постановке элементы режиссёрской жёсткости:

Спектакль, как и чеховская повесть, сделан жёстко, если не сказать гротескно. В нём никто никого не слушает и уж точно — не понимает, исповеди обращают прямо в зал. Здесь печаль легко уживается с комизмом, а время скачками несется вперёд, разбивая в прах мечты о счастье и вялые попытки преодолеть никчёмность существования.

## Экранизации
- 1968 — Три года — телеспектакль, режиссёр Григорий Никулин.
- 1980 — Три года — двухсерийный телефильм режиссёров Станислава Любшина и Дмитрия Долинина.